# Adolfo Lucas Reguilón García
Adolfo Lucas Reguilón García (Villa del Prado, Madrid, 1911 - [?], 1994) va ser un guerriller republicà que va actuar per la zona del vall del Tiétar després de la Guerra Civil espanyola. Va adoptar l'àlies de "Severo Eubel de la Paz" (que segons ell volia dir "Seriós i incorruptible lluitador en la bona guerra per la pau").
Militant comunista des de maig de 1936, quan va començar la Guerra Civil exercia de mestre a Navamorcuende (Toledo). Va participar com a milicià en els combats de la carretera de La Corunya. Va ser ferit al novembre de 1936 i posteriorment va exercir tasques en el comissariat polític. En acabar la guerra va ser fet presoner i condemnat a mort, però va ser alliberat en 1943.
A la seva sortida de presó es va tirar a la muntanya a la vall del Tiétar amb uns quants companys, creant l'Agrupació Guerrillera Zona M (Alto del Mirlo) per la zona de Piedralaves (Àvila), dedicant-se sobretot a la difusió de propaganda impresa, el sabotatge dels esteses elèctriques, el tall de carreteres i la imposició de multes als veïns de la zona que els guerrillers consideraven col·laboracionistes del règim de Franco. El novembre de 1944, el grup de Severo es va integrar com a fundador en l'Agrupació Guerrillera d'Extremadura (Divisió de Gredos). El grup es basava en una ideologia pròpia, barreja de comunisme, cristianisme i pacifisme, elaborada per Reguilón a partir de la idea d'Unió Nacional llançada per Jesús Monzón (màxim dirigent del PCE a l'interior d'Espanya). Va publicar multitud de fullets polítics i els periòdics Uníos i El Guerrillero Carpetano. Tant la Guàrdia Civil com les organitzacions antifranquistes el consideraven un fantasiós i un visionari, amb afany de protagonisme i de comandament. L'actuació de Reguilón causava malestar entre els altres grups guerrillers, a causa que en la pràctica refusava l'acció armada.
L'acció més important del grup va tenir lloc el 16 d'agost de 1946, quan van ocupar per unes hores el poble d'Alameda del Valle.
En l'estiu de 1947 el grup de “Severo Eubel de la Paz” va realitzar la seva última acció en la serra, en el port de Navacerrada, i com a resultat de la qual una parella de joves, aliena a tot, que acampava en la llacuna de Peñalara va ser tirotejada per la Guàrdia Civil.
Reguilón va continuar la seva activitat política a Madrid. Va ser detingut en 1956 en la localitat gallega de Foz, on portava diversos anys exercint com a mestre amb l'àlies de "don Bernardo". Condemnat a mort en consell de guerra i commutada la pena per la de 30 anys de presó, va ser posat en llibertat condicional en 1972.
Va escriure unes memòries: Bajo el terror de las armas : el último guerrillero de España. Madrid : Soriano impresor, 1982.